# Dolomedes pullatus
Espèce
Dolomedes pullatus est une espèce d'araignées aranéomorphes de la famille des Dolomedidae.

## Distribution
Cette espèce est endémique du Chili. Elle se rencontre vers Valdivia.

## Systématique et taxinomie
Cette espèce a été décrite par Nicolet en 1849.

## Publication originale
- Nicolet, 1849 : « Aracnidos. » Historia física y política de Chile. Zoología, vol. 3, p. 319-543.